# بری (اکلاهما)
بری(به انگلیسی: Bray) شهری در ایالت اکلاهما کشور ایالات متحده آمریکا است که جمعیت آن در سرشماری سال ۲۰۱۰ میلادی، ۱٬۲۰۹ نفر بوده‌است.